# エリン・オトゥール
エリン・マイケル・オトゥール（Erin Michael O'Toole、1973年1月22日 - ）は、カナダの元政治家。2012年から2023年にかけて、ダーラム選挙区選出のカナダ下院議員を務めた。その間、カナダ保守党党首や退役軍人大臣を歴任した。

## 経歴
アイルランド系のオンタリオ州議会議員の父ジョン・オトゥールとイギリスロンドン出身の母モリーのもと5人の子供の長男としてケベック州モントリオールで生まれる。9歳の時に母が死去してからオンタリオ州のポートペリーに家族で転居し小学校時代を過ごした後にボーマンビルに転居。1991年にボーマンビル高校を卒業後、カナダ軍に入隊し、キングストンのカナダ王立軍事大学に入学した。芸術（優等）の学士号と1995年にRMCを卒業し、カナダ空軍で将校となる。
アンドリュー・シーアの辞任を受け、2020年8月24日新たにカナダ保守党党首に就任した。党首として、オトゥールは労働者階級を指向した政策を打ち出したが、2021年の総選挙で敗北。オトゥール自身は再選を果たし、党首に留まる意思を表明したものの、翌年2月2日に党首を解任された。

## 人物
「カナダ第一主義」やカナダ国内における次世代高速通信規格「5G」の普及に関して華為技術を排除することを掲げ、対中強硬派として知られていた。

## 参照
1. ↑  “カナダ野党党首に対中強硬派　トルドー現政権に逆風も”.  日本経済新聞. 2021年2月12日閲覧。